# کلاغ لاشه‌خوار خاوری
کلاغ لاشه‌خوار خاوری (نام علمی: Corvus corone orientalis) نام یک زیرگونه از گونه کلاغ لاشه‌خوار است.